# Недостроенные АЭС СССР

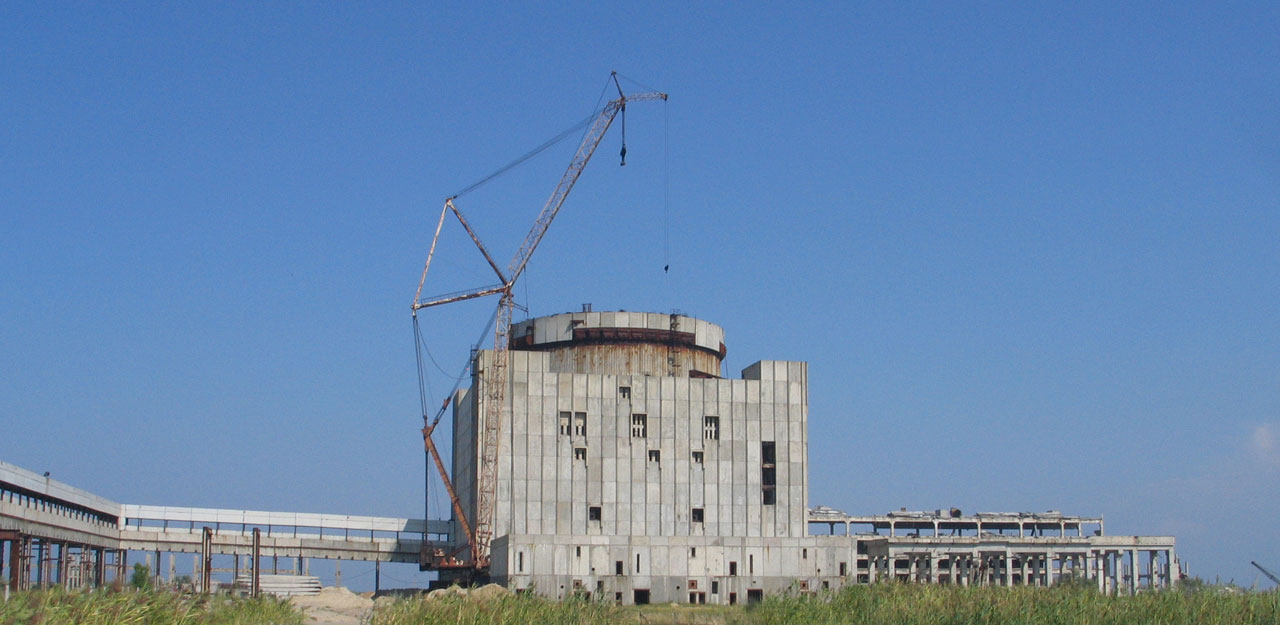
Недостроенный первый энергоблок Крымской АЭС

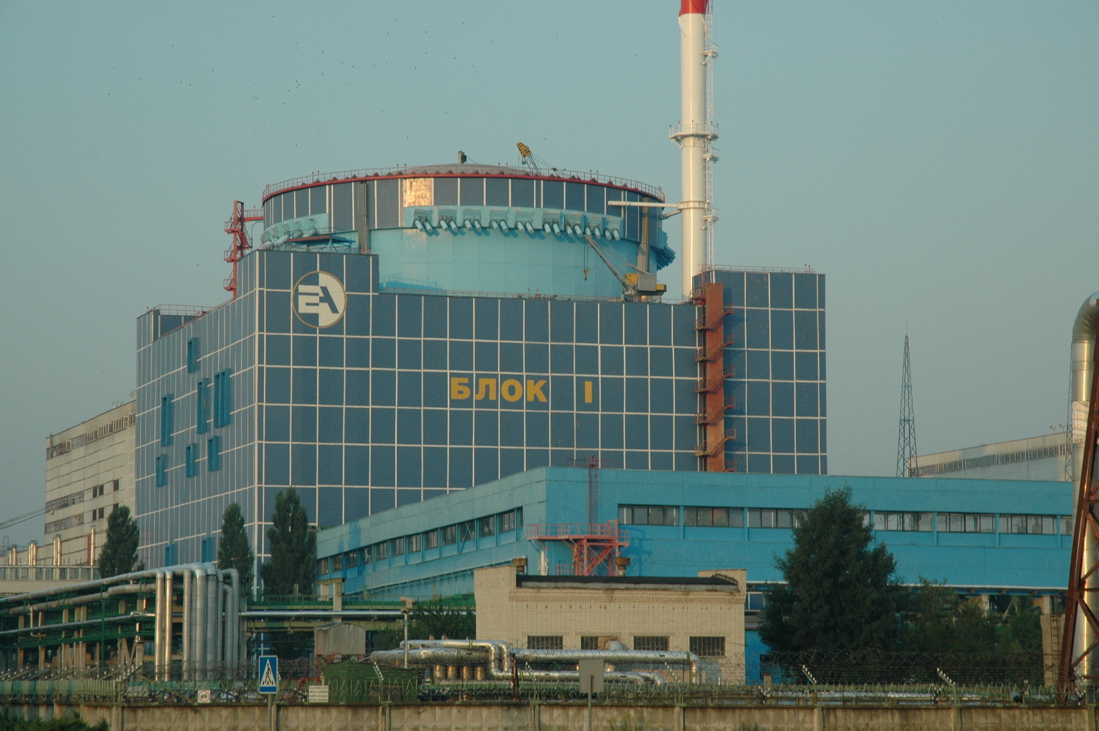
Первый энергоблок
её действующего близнеца — Хмельницкой АЭС
(вид спереди слева)

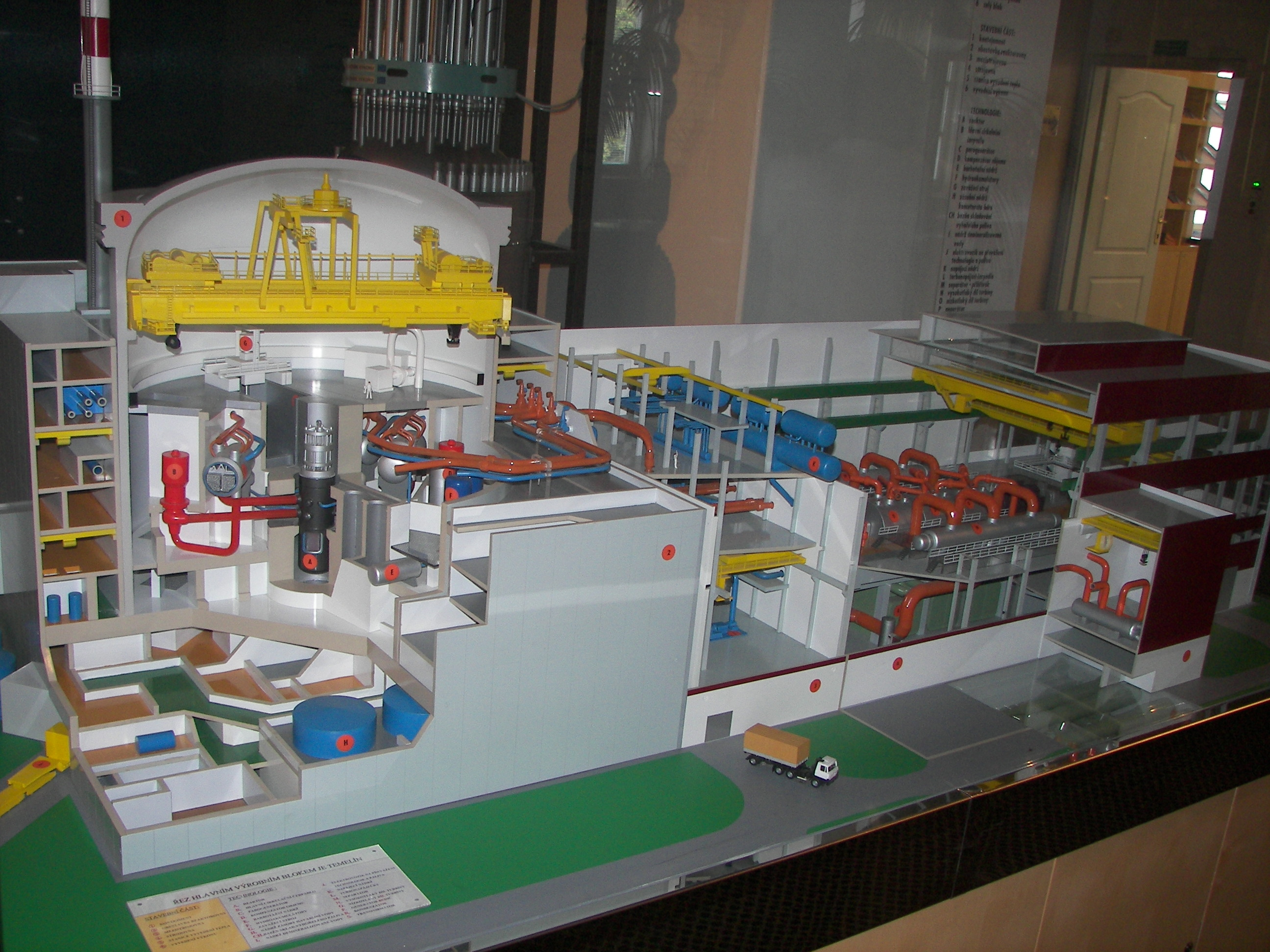
Модель моноблока с реактором ВВЭР-1000/320 в разрезе

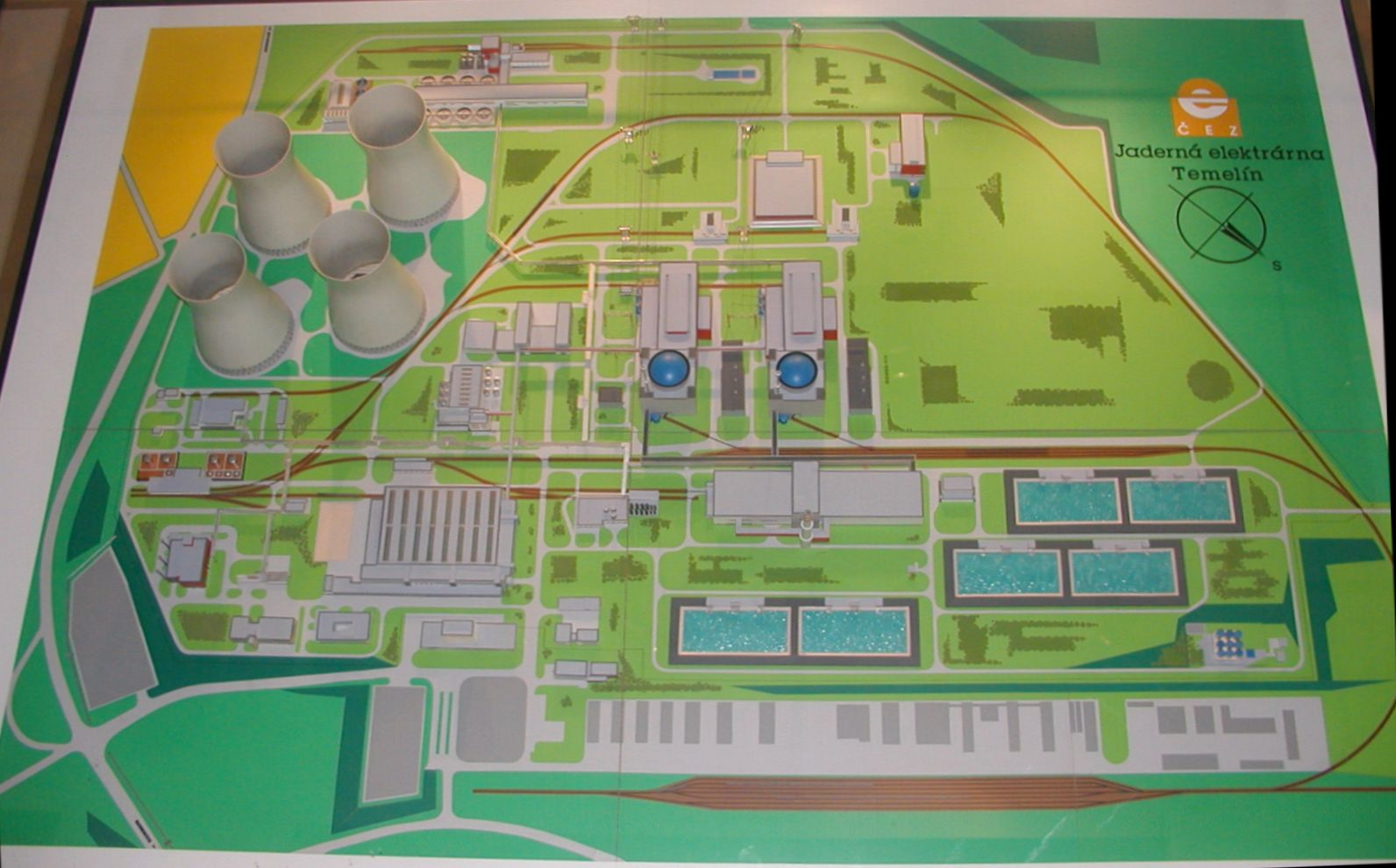
План АЭС Темелин — возведены два энергоблока ВВЭР-1000, для охлаждения применяются градирни

Недостроенные АЭС СССР — атомные электрические станции, строительство которых началось на территории СССР или за его пределами по советским технологиям, но по различным причинам не было завершено.
Целенаправленное развитие атомной энергетики в СССР началось в 1960-х годах. Строительство АЭС осуществлялось в соответствии с планом по вводу энергетических мощностей, который утверждало руководство страны. К концу 1980-х произошло резкое сворачивание многочисленных строек атомной энергетики. Также было остановлено строительство городов-спутников для работников планировавшихся АЭС. С 1980-х годов предлагались и продолжают предлагаться проекты строительства АЭС на заброшенных площадках.

## Состояние атомной отрасли перед распадом СССР
В 1960-х годах в СССР был проведён анализ топливно-энергетического баланса страны и отдельных её регионов. На основании этого анализа специалисты сделали заключение, что через 10—15 лет Европейская часть СССР, в которой базировалась значительная часть промышленности, столкнется с нехваткой энергоресурсов. Дефицит электроэнергии было решено компенсировать за счет развития и строительства АЭС, которое на тот момент уже происходило в ряде стран.
Развитие атомной энергетики СССР осуществлялось путём адаптации для генерации электроэнергии ядерных установок, разработанных для военных целей. Советские АЭС строились на основе двух типов реакторов: водо-водяных корпусных энергетических реакторов ВВЭР, являющихся эволюцией реакторов атомных подводных лодок, и графитовых канальных реакторов РБМК, являющихся эволюцией графитовых реакторов-наработчиков плутония АД и АДЭ. Прочие направления реакторостроения широкого развития не получили.
По типовому проекту атомной электростанции мощностью 4 ГВт, состоящей из 4 моноблочных энергоблоков с реакторами ВВЭР-1000, отработанному на первых очередях строительства Запорожской и Балаковской станций, должны были быть построены Ростовская, Крымская, Башкирская и Татарская АЭС. Отличия их состоят только в учете особенностей площадки размещения: направлении передачи вырабатываемой АЭС электроэнергии, в качестве воды и удаленности источников водоснабжения, наличии и расположении подъездных путей и других факторов. Строительство всех названных АЭС началось в конце 1970-х годов с запланированным вводом в эксплуатацию в самом конце 1980-х — начале 1990-х годов. В отношении каждой из строящихся тогда АЭС можно привести слова из дорожного дневника М. Сизова, сказанных про Костромскую АЭС:
Со всей страны в начале 80-х съезжались сюда люди на ударную комсомольскую стройку, в город,  даже название которому придумывали по конкурсу.
Массовое строительство АЭС затормозилось после аварии на Чернобыльской АЭС в 1986 году. Однако даже не это послужило причиной остановки ряда строек, близкая по масштабам катастрофа 1957 года на химкомбинате «Маяк» в Челябинской области не замедлила в своё время развитие атомного сегмента экономики — гораздо весомее оказалась неблагоприятная экономическая ситуация, остановившая возведение дорогостоящих объектов энергетики.
После аварии на Чернобыльской АЭС было принято решение об остановке строительства почти всех энергоблоков на базе реакторов РБМК.
Наибольшую известность среди недостроенных атомных электростанций бывшего СССР приобрела Крымская АЭС, отчасти ввиду расположения в курортном регионе, отчасти ввиду высокой степени готовности (и, соответственно, туристической привлекательности для сталкеров), а отчасти по причине расположения рядом экспериментальных солнечной и ветряной электростанций. Станция пять лет принимала музыкальный фестиваль Казантип, получивший название как раз по полуострову, где расположена АЭС, затем снималась во множестве фильмов, из которых самым известным стал «Обитаемый остров» Ф. Бондарчука (фото станции в кадре фильма).

## Список объектов на территории бывшего СССР
| Название станции   | Тип реакторов | Год начала строительства | Год остановки строительства | Город-спутник      | Состояние при остановке                        | Современное состояние                               |
| ------------------ | ------------- | ------------------------ | --------------------------- | ------------------ | ---------------------------------------------- | --------------------------------------------------- |
| Башкирская АЭС     | 4×ВВЭР-1000   | 1980                     | 1990                        | Агидель            |                                                | Планов строительства нет.                           |
| Воронежская АСТ    | 2×АСТ-500     | 1983                     | 1990                        | Шилово             | Блок 1: 75 % Станция: 65 %                     | Сооружения демонтированы. Планов строительства нет. |
| Горьковская АСТ    | 2×АСТ-500     | 1982                     | 1993                        | нет                | 85 %                                           | Сооружения демонтируются. Планов строительства нет. |
| Центральная АЭС    | 2×ВВЭР-1000   | 1979                     | 1990                        | Чистые Боры        |                                                | Планируется к постройке                             |
| / Крымская АЭС     | 2×ВВЭР-1000   | 1975                     | 1989                        | Щёлкино            | Блок 1: 80 % Блок 2: 18 %                      | Сооружения демонтируются. Планов строительства нет. |
| Минская АТЭЦ       | ВВЭР-1000     | 1983                     | 1987                        | Дружный            |                                                | перестроена в ТЭЦ                                   |
| Одесская АТЭЦ      | 2×ВВЭР-1000   | 1980                     | 1986                        | Теплодар           |                                                | возможно как ТЭЦ                                    |
| Ростовская АЭС     | 4×ВВЭР-1000   | 1977                     | 1990                        | Волгодонск         | Блок 1: 95 % Блок 2: 30 % Блок 3,4: подготовка | Все блоки достроены в 2001—2018 годах               |
| Татарская АЭС      | 4×ВВЭР-1000   | 1980                     | 1990                        | Камские Поляны     |                                                | Планов строительства нет.                           |
| Харьковская АТЭЦ   | 2×ВВЭР-1000   | —                        | —                           | Борки              | Подготовительные работы                        | Планов строительства нет.                           |
| Южно-Уральская АЭС | 3×БН-800      | 1982                     | 1993                        | Озёрск или Метлино | Подготовительные работы                        | Планов строительства нет.                           |

| Название станции    | Тип реакторов | Год начала строительства | Год остановки строительства | Состояние при остановке | Современное состояние                  |
| ------------------- | ------------- | ------------------------ | --------------------------- | ----------------------- | -------------------------------------- |
| ААЭС                |               |                          |                             |                         |                                        |
| Балаковская АЭС     | ВВЭР-1000     | 1984                     | -                           |                         | Пуск 1993                              |
| Балаковская АЭС     | ВВЭР-1000     | 1987                     | 1992                        | Готовность 70 %         | Демонтаж                               |
| Балаковская АЭС     | ВВЭР-1000     | 1988                     | 1992                        | Готовность 15 %         | Демонтаж                               |
| Калининская АЭС     | ВВЭР-1000     | 1985                     | -                           |                         | Пуск 2004                              |
| Калининская АЭС     | ВВЭР-1000     | -                        | -                           | Подготовительные работы | Пуск 2011                              |
| Курская АЭС         | РБМК          | 1985                     | 2012                        | Высокая готовность      | Законсервирован                        |
| Смоленская АЭС      | РБМК          | 1984                     | 1993                        |                         |                                        |
| Запорожская АЭС     | ВВЭР-1000     | 1986                     | -                           |                         | Пуск 1995                              |
| Ровенская АЭС       | ВВЭР-1000     | 1986                     | -                           |                         | Пуск 2004                              |
| Хмельницкая АЭС     | ВВЭР-1000     | 1985                     | -                           |                         | Пуск 2004                              |
| Хмельницкая АЭС     | ВВЭР-1000     | 1986                     |                             | Готовность 75 %         | Законсервирован                        |
| Хмельницкая АЭС     | ВВЭР-1000     | 1987                     |                             | Готовность 28 %         | Законсервирован                        |
| Южно-Украинская АЭС | ВВЭР-1000     | 1987                     | 1989                        |                         |                                        |
| Чернобыльская АЭС   | РБМК          | 1981                     | 1987                        | Высокая готовность      | Площадка непригодна в связи с аварией. |
| Чернобыльская АЭС   | РБМК          | 1983                     | 1987                        |                         | Площадка непригодна в связи с аварией. |

Кроме перечисленных в таблице было остановлено строительство ряда объектов очень низкой степени готовности, не вышедших за пределы подготовительных земляных работ:
- Азербайджанской АЭС (у посёлка Наваги[4])
- Архангельской АТЭЦ (упоминаются две площадки: 1-я в 10 км восточнее Архангельска, на восточном берегу реки Юрас[5], 2-я у посёлка Рикасиха[6])
- Витебской АСТ (у деревни Тулово[7])
- Волгоградской АТЭЦ
- Грузинской АЭС
- Дальневосточной АЭС (у озера Эворон[8])
- Ивановской АСТ
- Краснодарской АЭС (в посёлке Мостовской[9])
- Могилёвской АСТ (у деревни Барсуки[10])
- Приморской АЭС (у села Вострецово[11])
- Чигиринской АЭС

Возводившаяся в 1983—1988 годах Минская АТЭЦ в итоге была достроена как обычная ТЭЦ (Минская ТЭЦ-5), а поселок энергетиков Дружный вошел в состав пгт Свислочь.
На момент остановки строительства готовность первого энергоблока Ростовской АЭС составляла 95 %, Крымской АЭС — 80 %. На Костромской АЭС были возведены только вспомогательные объекты пускового комплекса, возведение реакторных и машинных отделений АЭС не начиналось, поэтому проект был пересмотрен сначала под реакторные установки ВПБЭР-600 (модификация ВВЭР-640, так и не запущенных в серийное производство), а позднее под ВВЭР-1000.
Н. Горелов пишет о строительстве Башкирской АЭС:
Атомная станция — это не одно и не два здания, огороженных заборчиком из «рабицы». Чтобы её возвести и эксплуатировать, нужен целый город. Повышенные требования к ядерной безопасности требуют особого отношения к качеству строительных материалов и сильной концентрации ресурсов. Спецбетон, спецарматура, спецтрубы — все имеет приставку, обозначающую исключительность. Все должно быть под рукой, в больших количествах, производиться под неусыпным контролем, желательно прямо на месте. Одних автомобилей в парке больше 1200, а объектов — 120. Трудиться на десятках квадратных километров строительно-монтажной базы и на самой станции должны 14 тысяч человек высокой квалификации, также имеющих приставку «спец».

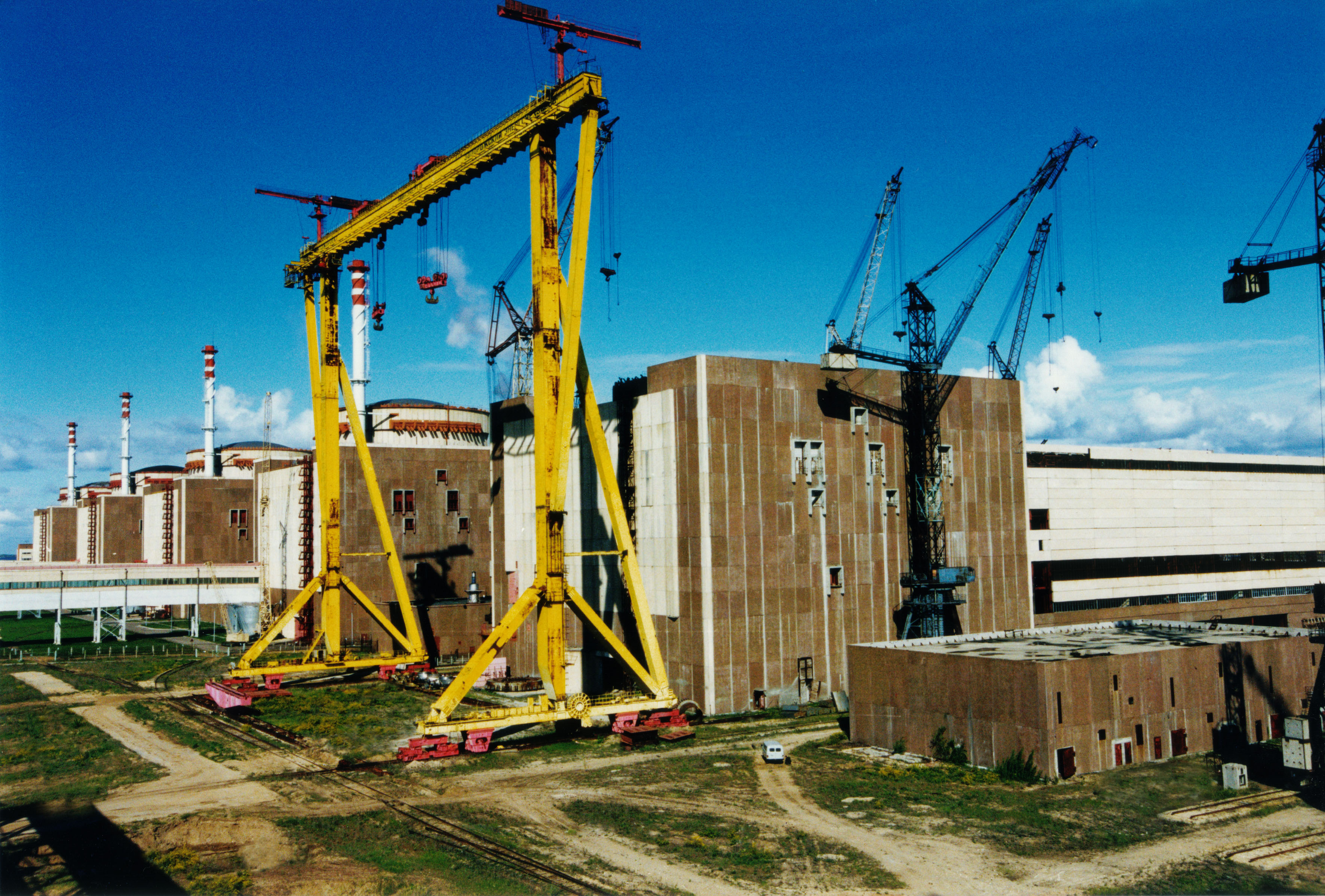
5-й и 6-й энергоблоки Балаковской АЭС, строительство остановлено в 1992 году при 60 % и 15 % готовности

Во многих случаях (Крымская, Башкирская, Татарская электростанции) официальной причиной остановки строительства называлось нахождение площадки АЭС на тектоническом разломе и опасности техногенной катастрофы в случае природных катаклизмов, подобных Крымскому землетрясению 1927 года. Этому доводу оппонирует Роберт Нигматулин, бывший депутат Госдумы РФ, академик РАН, председатель Высшего экологического совета: «Я в таких случаях вспоминаю Спитакскую трагедию, тогда эпицентр землетрясения был на месте, где находится Армянская АЭС. И атомная станция прекрасно все вынесла — ни трещинки.» Более поздние экспертизы, проведенные в том числе и Академией наук СССР подтверждали, что по тектоническим сейсмическим условиям площадки АЭС удовлетворяют нормативным документам. Кроме того, на момент остановки строительства большинства из перечисленных АЭС работы по возведению реакторных отделений находились на начальной стадии, что позволяло при необходимости внести коррективы с учетом более высоких требований по сейсмостойчивости АЭС. Более того, реакторы ВВЭР-1000 имеют исполнения, рассчитанные на сейсмическое воздействие при проектном землетрясении с магнитудой в 7 балов по шкале Рихтера. Впрочем, даже Запорожская АЭС, оснащённая реакторами ВВЭР-1000, полностью отвечающая требованиям МАГАТЭ, в документах второй половины 1980-х годов также упоминалась среди небезопасных, ввиду расположения на участке, подверженном карстовым явлениям и оползням.
Строительство некоторых АЭС продолжалось, несмотря на возникшие трудности. Так возведение Хмельницкой АЭС было начато в 1981 году, первый энергоблок был пущен в 1987, второй энергоблок, заложенный в 1983 году, запущен только в 2004, а оставшиеся два блока строятся до сих пор. Перспективы их завершения не ясны. Предлагалась идея возведения на их месте энергоблоков на базе китайских реакторов.
Аналогично сложилась судьба Ростовской АЭС, строительство которой также было начато в 1981 году. Даже первый блок станции не был достроен, в 1990 году областной Совет народных депутатов под мощным давлением общественности принял решение о «недопустимости строительства АЭС на территории Ростовской области на современном этапе». Это произошло в тот момент, когда строительная готовность первого энергоблока составляла 95 %, второго — 47 %. Работы возобновились только в 2000 году, 1-й блок был пущен в 2001 году, второй в 2010 году, третий в 2015 году, четвёртый в 2018 году.

### Города-спутники
Технология строительства АЭС подразумевает несколько этапов, из которых возведение непосредственно станции оказывается заключительным этапом. Учитывая огромные объёмы работ (только на фундаментную плиту одного энергоблока уходит больше стройматериалов, чем на несколько многоэтажных жилых домов), необходимо первоначальное возведение строительной базы, участков автомобильных и железных дорог, насосно-фильтровальной станции, водоводов и канализационных сооружений, пускорезервной котельной и других объектов. Поэтому первоначально идет возведение городка строителей, который по мере возведения и ввода в эксплуатацию станции, станет городком энергетиков.

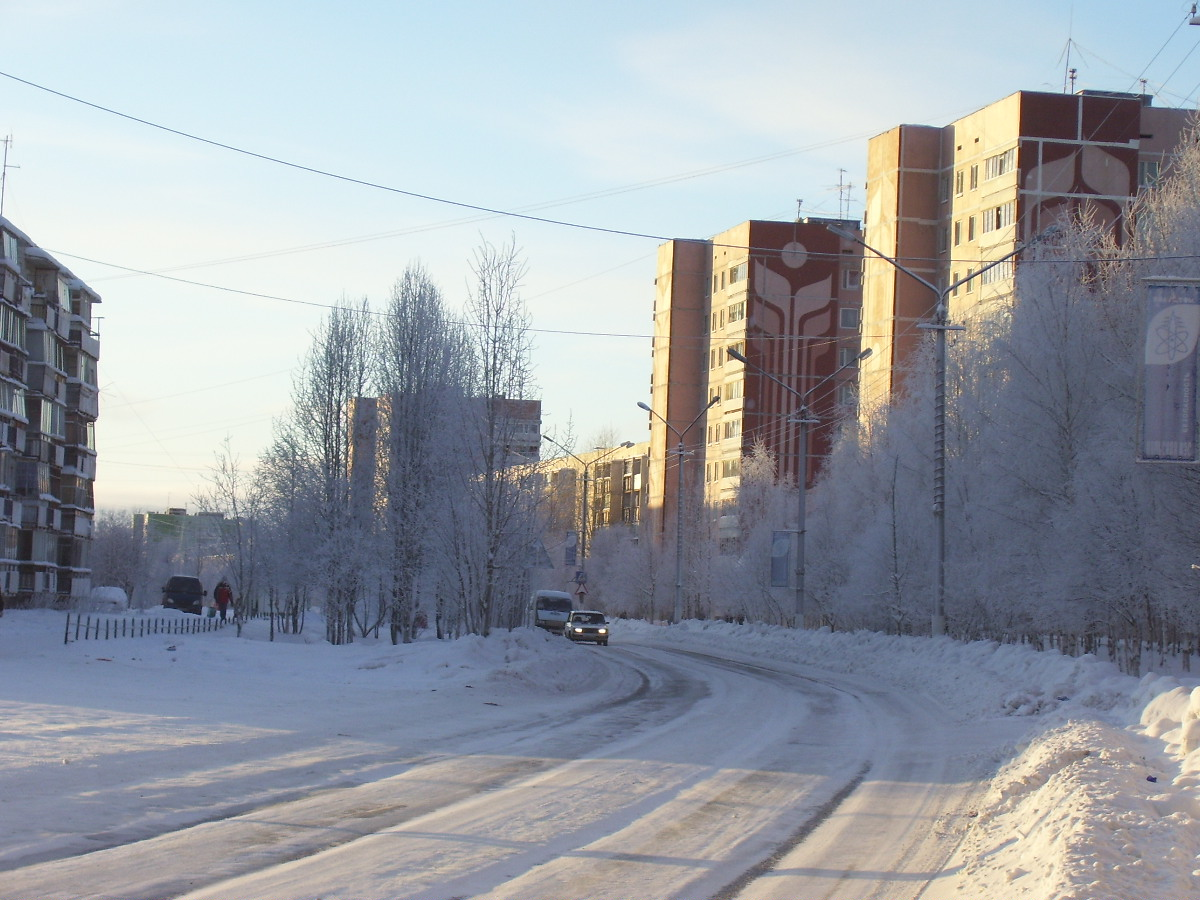
Город атомщиков Полярные Зори
Дома в правой части кадра, так называемые «свечки» (если стоят поодиночке) или «гармошки» (если состыкованы стена к стене) — типовые для многих городов-спутников АЭС (проект 121-60-25, 36 квартир)

Проектирование города с «чистого листа» позволяло избежать многих градостроительных проблем — города-спутники получили широкие просторные улицы, удобные транспортные развязки, удачное расположение по розе ветров, распределение жилых и парковых зон. И.Иванов так описывает в своих путевых заметках посёлок Чистые Боры — типичный городок атомщиков:
Представьте: чудный сосновый лес, тенистое шоссе — внезапно лесные великаны отступают в стороны и вперед выдаются городские многоэтажки — много домов, и безо всякого перехода — никаких там бараков, традиционных складов и грязной промзоны в качестве прелюдии к собственно жилым кварталам. Этакий город будущего — экологичный и со всеми удобствами, — вышел из подъезда и прямо в лес попадаешь.
Типичный город-спутник АЭС рассчитан на 35—40 тысяч жителей. Жилой массив из современных многоэтажных домов — классический пример позднего социалистического стиля городской застройки. Характерная черта, особенно заметная на картах и аэрофотоснимках — прямое, как стрела, шоссе длиной 3—5 км от городка энергетиков до самой станции.
| Название города | Статус | Дата основания | Население | АЭС              | Состояние строительства            | Страна          |
| --------------- | ------ | -------------- | --------- | ---------------- | ---------------------------------- | --------------- |
| Агидель         | город  | 1980           | 15 900    | Башкирская АЭС   | остановлено                        | Россия          |
| Чистые Боры     | пгт    | 1979           | 4 900     | Костромская АЭС  | остановлено                        | Россия          |
| Щёлкино         | город  | 1978           | 11 200    | Крымская АЭС     | остановлено                        | Россия/ Украина |
| Дружный         | пгт    | 1985           | 9 000     | Минская АТЭЦ     | достроена как ТЭЦ                  | Беларусь        |
| Теплодар        | город  | 1981           | 10 000    | Одесская АТЭЦ    | остановлено                        | Украина         |
| Камские Поляны  | пгт    | 1981           | 14 800    | Татарская АЭС    | остановлено                        | Россия          |
| Борки           | пгт    | 1983           | 700       | Харьковская АТЭЦ | построены общежития для строителей | Украина         |
| Орбита          | пгт    | 1977           | 100       | Чигиринская АЭС  | остановлено                        | Украина         |

## Недостроенные советские АЭС за рубежом
В 1970-х — начале 1980-х годов производственными объединениями «Атомэнергоэкспорт» и «Зарубежатомэнергострой» велось строительство атомных электростанций и ядерных научно-исследовательских центров в рамках межправительственных соглашений по оказанию технического содействия странам Восточной Европы и другим государствам в развитии атомной энергетики. За рубежом (в Финляндии, а также странах соцлагеря) было возведено около тридцати энергоблоков АЭС, однако экономические трудности конца 1980-х годов и последовавший за ними распад СССР, серьёзно затормозили, а часто и полностью остановили завершение строительства этих АЭС.
| Название станции | Страна   | Тип реакторов | Количество реакторов | Проектная мощность | Год начала строительства | Год остановки строительства | Перспективы запуска АЭС                                                                 |
| ---------------- | -------- | ------------- | -------------------- | ------------------ | ------------------------ | --------------------------- | --------------------------------------------------------------------------------------- |
| АЭС Белене       | Болгария | ВВЭР-1000     | 2                    | 2000 МВт           | 1987                     | 1990                        | в 2005 строительство планировалось возобновить, в 2012 от этого окончательно отказались |
| АЭС Варта        | Польша   | ВВЭР-1000     | 4                    | 4000 МВт           | —                        | —                           | проект отменён                                                                          |
| АЭС Жарновец     | Польша   | ВВЭР-440      | 4                    | 1760 МВт           | 1983                     | 1990                        | строительство остановлено                                                               |
| АЭС Темелин      | Чехия    | ВВЭР-1000     | 4                    | 4000 МВт           | 1981                     | 1990                        | запущена в 2002 году                                                                    |
| АЭС Синпхо       | КНДР     | ВВЭР-440      | 4                    | 1760 МВт           | 1987                     | 1991                        | ведётся демонтаж станции                                                                |
| АЭС Сирт         | Ливия    | ВВЭР-440      | 2                    | 880 МВт            | —                        | —                           | работы прекращены в 1984 году на стадии разработки проекта из-за разногласий сторон     |
| АЭС Хурагуа      | Куба     | ВВЭР-440      | 4                    | 1760 МВт           | 1983                     | 1992                        | строительство остановлено                                                               |
| АЭС Штендаль     | ГДР      | ВВЭР-1000     | 4                    | 4000 МВт           | 1982                     | 1991                        | ведётся демонтаж станции                                                                |